# Colombiamyrtörnskata
Colombiamyrtörnskata (Thamnophilus nigriceps) är en fågel i familjen myrfåglar inom ordningen tättingar.

## Utbredning och systematik
Fågeln förekommer i tropiska östra Panama (Darién) och norra Colombia. Den behandlas som monotypisk, det vill säga att den inte delas in i några underarter.

## Status
IUCN kategoriserar arten som livskraftig.